# Humerobates africanus
Humerobates africanus är en kvalsterart som först beskrevs av Sandór Mahunka 1984.  Humerobates africanus ingår i släktet Humerobates och familjen Humerobatidae. Inga underarter finns listade i Catalogue of Life.